# Gianni Alemanno
Gianni Alemanno (Bari, 3 de marzo de 1958) es un político italiano, secretario general del Movimiento Nacional por la Soberanía. Concurrió a las elecciones a la ciudad de Roma de 2008 por El Pueblo de la Libertad de Silvio Berlusconi, siendo elegido alcalde de la capital de Italia el 28 de abril de 2008, hasta su cese el 12 de junio de 2013.

## Biografía
Nació en Bari el 3 de marzo de 1958, hijo de un oficial del ejército. Su infancia transcurrió en Bari hasta los 12 años, cuando la familia se trasladó a Roma. En 1992 se casó con Isabella Rauti, hija de Pino Rauti, líder del partido Movimiento Idea Social.
En 2004 se licenció en ingeniería ambiental.

### El inicio de su carrera política
Alemanno entró muy joven en política, afiliándose a la organización de extrema derecha Fronte della Gioventù, organización juvenil del Movimiento Social Italiano-Derecha Nacional (MSI-DN). Su actividad en esta organización juvenil le acarreó sus primeros problemas con la justicia: En noviembre de 1981 fue arrestado, junto con otros cuatro militantes del Fronte della Gioventù, por agredir a un estudiante de 23 años; al año siguiente fue condenado a 8 meses de prisión por lanzar un cóctel molotov a la embajada de la Unión Soviética. Finalmente resultó absuelto de los dos hechos.
En 1988 fue nombrado Secretario Nacional del Fronte della Gioventù, sucediendo a Gianfranco Fini que ocupaba el cargo desde 1977. Continuó en este cargo hasta 1991.

### La etapa de Alianza Nacional
En 1994 Alemanno fue de los dirigentes que apostó por integrar al MSI en una organización más amplia que unificase los pequeños partidos de derecha y ultraderecha, es así como nació el partido posfascista 1 Alianza Nacional. Bajo estas siglas fue elegido diputado en 1994 y 1996.
De 2001 a 2006 ejerció de Ministro de Política Agrícola y Forestal durante el gobierno de Silvio Berlusconi. Durante su mandato impulsó campañas para defender los productos nacionales y biológicos. Massimo D'Alema declaró que le parecía el mejor ministro de Berlusconi.
Desde 2005 es presidente de la asociación cima Juan Pablo II.

### Alcaldía de Roma
Tras su primer fracaso contra Walter Veltroni en 2006, en 2008 volvió a presentarse como candidato a la alcaldía de Roma, con el lema Roma cambia, encabezando una coalición de varios partidos (El Pueblo de la Libertad): Forza Italia, Alianza Nacional, La voce dei consumatori y el Movimento per l'Autonomia. 
La candidatura, centrada en la seguridad y lucha a la degradación ciudadana y la criminalización de la inmigración o la prostitución, resultó vencedora de las elecciones realizadas el 28 de marzo de 2008 con el 53 % de los votos. Alemanno declaró esa misma noche que sería el alcalde de todos los ciudadanos.
Tras las elecciones municipales celebradas en junio de 2013, perdió la alcaldía frente a Ignazio Marino, abandonando el cargo el 12 de junio de 2013.

### Secretario del Movimiento Nacional por la Soberanía
En 2013 salió del PdL y fundó el movimiento Antes Italia, que el año siguiente se incorporó a Hermanos de Italia. En 2015 fue entre los fundadores de Acción Nacional, que en febrero de 2017 se fusionó con La Derecha para dar vida al Movimiento Nacional por la Soberanía. En el Congreso Fundacional del movimiento, Alemanno fue elegido como secretario general.

## Obras
- Intervista sulla destra sociale, con Angelo Mellone, 2002. ISBN 88-317-8082-4